# Cornificia
Cornificia, född 85 f.kr., död 40 f.kr., var en antik romersk poet. Hon var dotter till Quintus Cornificius och syster till poeten, praetorn och auguren Quintus Cornificius. Cornificia var en på sin tid berömd poet, som fortfarande lästes åtminstone hundra år efter sin död. Hennes verk är dock inte bevarade. Hon författade epigram.     